# Hjälm, Kungsbacka kommun
Hjälm är en tätort i Kungsbacka kommun i Hallands län, Sverige. 

## Befolkningsutveckling
| Befolkningsutvecklingen i Hjälm 1990–2020 | Befolkningsutvecklingen i Hjälm 1990–2020 | Befolkningsutvecklingen i Hjälm 1990–2020 | Befolkningsutvecklingen i Hjälm 1990–2020 | Befolkningsutvecklingen i Hjälm 1990–2020 |
| ----------------------------------------- | ----------------------------------------- | ----------------------------------------- | ----------------------------------------- | ----------------------------------------- |
|                                           |                                           |                                           |                                           |                                           |
| År                                        |                                           |                                           | Folkmängd                                 | Areal (ha)                                |
| 1990                                      | 1990                                      |                                           | 252                                       | 19                                        |
| 1995                                      | 1995                                      |                                           | 241                                       | 19                                        |
| 2000                                      | 2000                                      |                                           | 249                                       | 19                                        |
| 2005                                      | 2005                                      |                                           | 251                                       | 21                                        |
| 2010                                      | 2010                                      |                                           | 242                                       | 21                                        |
| 2015                                      | 2015                                      |                                           | 272                                       | 33                                        |
| 2020                                      | 2020                                      |                                           | 272                                       | 32                                        |
| Anm.: Ny tätort 1990                      |                                           |                                           |                                           |                                           |